# Sanja Vujović
Sanja Vujović, geb. Damnjanović [s⁠⁠a⁠ɲ⁠⁠a ʋ⁠uj⁠ɔ⁠ʋ⁠⁠itɕ (d⁠⁠am⁠ɲan⁠ɔ⁠ʋ⁠⁠itɕ)] (serbisch-kyrillisch Сања Вујовић (Дамњановић); * 25. Mai 1987 in Belgrad, SR Serbien, SFR Jugoslawien) ist eine ehemalige serbische Handballspielerin.

## Karriere

### Im Verein
Sanja Vujović begann das Handballspielen im Jahre 1999 bei RK Zemun. Nachdem die Rückraumspielerin anschließend für die serbischen Vereine ŽRK Radnički Belgrad und ŽRK Naisa Niš aufgelaufen war, schloss sie sich 2008 dem slowenischen Spitzenverein RK Krim an. Mit Krim gewann sie 2009 die slowenische Meisterschaft sowie den slowenischen Pokal. Im Oktober 2009 kehrte Vujović nach Serbien zurück, wo sie für ŽRK Zaječar spielte. Mit Zaječar errang sie zweimal die serbische Meisterschaft. Vujović unterschrieb 2011 einen Vertrag beim kroatischen Verein ŽRK Podravka Vegeta, mit dem sie ebenfalls in der nationalen Meisterschaft triumphierte. Ab der Saison 2013/14 ging sie für den dänischen Verein Viborg HK auf Torejagd. Mit Viborg gewann sie 2014 den Europapokal der Pokalsieger sowie die dänische Meisterschaft. Ab dem Sommer 2015 lief sie für den mazedonischen Verein ŽRK Vardar SCBT auf. Mit Vardar gewann sie 2016 und 2017 die mazedonische Meisterschaft sowie 2016 und 2017 den mazedonischen Pokal. In der Saison 2017/18 stand sie beim ungarischen Verein Siófok KC unter Vertrag. Ab dem Februar 2018 pausierte sie schwangerschaftsbedingt. In der Saison 2019/20 lief sie für den montenegrinischen Verein ŽRK Budućnost Podgorica auf. Im Oktober 2020 gab sie ihr Karriereende bekannt. Nachdem Vujović ihr zweites Kind zur Welt gebracht hatte, gab sie im Oktober 2022 ihr Comeback beim rumänischen Erstligisten CS Minaur Baia Mare. Im August 2024 gab sie ihr endgültiges Karriereende bekannt.

### In der Nationalmannschaft
Sanja Vujović gehörte dem Kader der serbischen Nationalmannschaft an. Mit der serbischen Auswahl nahm sie 2006, 2008, 2010 sowie 2012 an der Europameisterschaft teil. Bei der EM 2012 wurde sie in das Allstar-Team gewählt. Bei der Weltmeisterschaft 2013 gewann die Serbin die Silbermedaille und wurde weiterhin in das Allstar-Team gewählt.

### Beachhandball
Vujović nahm im Jahr 2006 mit der serbisch-montenegrinischen Beachhandballnationalmannschaft an der Beachhandball-Europameisterschaft teil.

## Sonstiges
Sie ist seit 2018 mit dem montenegrinischen Handballspieler Stevan Vujović verheiratet.